# Cloniophorus crinitus
Cloniophorus crinitus är en skalbaggsart som beskrevs av Schmidt 1922. Cloniophorus crinitus ingår i släktet Cloniophorus och familjen långhorningar. Inga underarter finns listade i Catalogue of Life.